# 익산 소세양 신도비
익산 소세양 신도비(益山 蘇世讓 神道碑)는 대한민국 전북특별자치도 익산시에 있는, 조선시대 전기의 문신 소세양(1486년 7월 7일(음력 6월 7일)∼1562년 12월 17일(음력 11월 22일)) 선생의 행적을 적혀 있는 신도비이다. 1998년 1월 9일 전라북도의 유형문화재 제159호로 지정되었다.

## 개요
신도비란 임금이나 고관의 평생업적을 기록하여 그의 무덤 남동쪽에 세워두는 것으로, 이 비는 조선시대 전기의 문신 소세양(1486∼1562) 선생의 행적을 적고 있다.
소세양은 연산군 10년(1504)에 진사가 되고, 중종 4년(1509)에 문과에 급제하여 벼슬길에 올랐다. 직제학·승정원·동부승지 등을 지냈으며, 인종 때 윤임 일파의 탄핵으로 사직하였다가 명종이 즉위한 후 다시 임용되어 좌찬성에까지 올랐다.
비는 낮은 사각받침돌 위로 비몸을 세우고, 지붕돌을 올린 모습으로, 받침돌은 윗면에 연꽃무늬를 두어 장식하였다.

## 같이 보기
- 소세양

## 참고 자료
- 소세양신도비 - 국가유산청 국가유산포털